# Marcelle Bordas
Pour les articles homonymes, voir Bordas.
Marcelle Bordas (née le 1er juin 1897 à Paris 15e et morte le 29 janvier 1968 à Paris 18e) est une chanteuse française et artiste de cabaret, interprète de chansons populaires dans les années 1930-1950. Son plus grand succès est Boire un petit coup (c'est agréable).

## Biographie

### Jeunesse
Elle naît à Paris le 1er juin 1897  d'un père fonctionnaire.
Elle travaille dans un studio de mode en tant que créatrice de chapeaux, où elle fait la connaissance d'artistes. À partir de 1933, elle participe à des revues du Casino de Cabourg en tant que comédienne d'opérette. À partir de 1934, elle commence à graver des chansons avec Richard Rogers pour le label DISCUM. Une caractéristique de Bordas est sa tessiture très basse et grave.

### Succès
Elle doit son premier succès en 1935 à la chanson Femme à Barbe, titre créé par Thérésa .
En 1936, elle enregistre Tout va très bien Madame la Marquise. 
En plus de participations à des comédies musicales, elle joue en 1937 dans le film Radio de Maurice Cloche, où elle chante la chanson Ma femme est morte. Elle intervient également régulièrement à la radio française.
Elle passe alors à l'A.B.C en 1937.
Entre 1939 et 1940 elle effectue de nombreuses tournées aux armées et participe au grand gala franco-britannique du 16 avril 1940 à l'Opéra de Paris avec Gracie Field et Jack Hilton. 
Durant les années du régime de Vichy et de l'Occupation, elle interprète des chansons du répertoire patriotique comme Ah! que la France est belle, en réponse au Douce France de Charles Trenet. Durant ces années, elle fait aussi connaissance et collabore avec Bourvil.
En juillet 1945, elle enregistre Les Africains, chant de guerre des soldats africains venus délivrer la France.
En 1948, elle enregistre son plus grand succès : Boire un petit coup (c'est agréable).

### Fin de carrière
Dans les années d'après-guerre, elle revient à un répertoire constitué d’airs de marins et de soldats, mais sa popularité est en déclin. 
Elle meurt à Paris le 29 janvier 1968.

## Liens
- Ressources relatives à la musique :   - Discography of American Historical Recordings
  - MusicBrainz
- Ressource relative à l'audiovisuel :   - IMDb
- Notices d'autorité :   - VIAF
  - ISNI
  - BnF (données)
  - IdRef
- Brève biographie en français